# Guimps
Guimps är en kommun i departementet Charente i regionen Nouvelle-Aquitaine i västra Frankrike. Kommunen ligger  i kantonen Barbezieux-Saint-Hilaire som ligger i arrondissementet Cognac. År 2022 hade Guimps 495 invånare.

## Befolkningsutveckling
Antalet invånare i kommunen Guimps
Referens:INSEE